# Inostrancevia
Inostrancevia war ein bis zu 4,3 Meter langer und fast zwei Meter hoher Vertreter der zu den Therapsiden zählenden Gorgonopsia, der im Oberperm lebte und dem Massenaussterben an der Perm-Trias-Grenze zum Opfer fiel. Er besaß die für alle Gorgonopsiden charakteristischen Säbelzähne sowie bestimmte Duftdrüsen; möglicherweise war er behaart. Sein Kopf war im Verhältnis zum Körper sehr massig und lässt auf ein größeres Gehirnvolumen schließen als bei den Reptilien seiner Zeit.

## Lebensweise

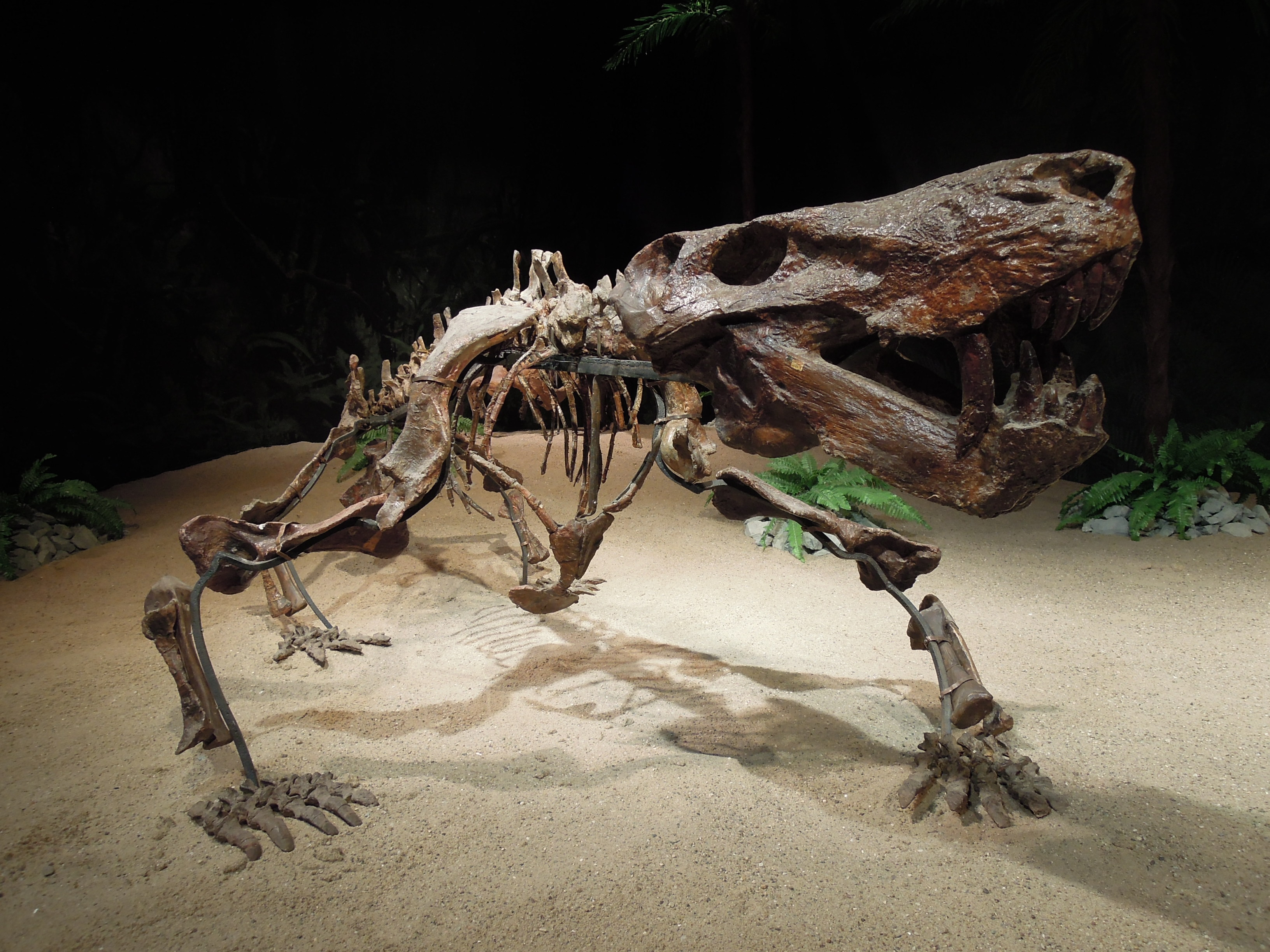
Skelettrekonstruktion eines Inostrancevia

Inostrancevia lebte im oberen Perm, der Zeit, in der sich der Superkontinent Pangaea gebildet hatte. In diesem Zeitalter war es sehr trocken und die Wüsten hatten sich weit verbreitet, selbst bis nach Russland waren sie vorgedrungen.
Am Ende dieses Zeitalters war Inostrancevia als eine der letzten Gattungen der Gorgonopsia übrig geblieben.
Im Gegensatz zu den meisten seiner zu der Zeit schon ausgestorbenen Verwandten, wie dem Lycaenops, jagte er, wahrscheinlich aufgrund seiner Größe, meistens allein. Er stellte wahrscheinlich Pareiasauriern nach, wie dem Scutosaurus oder dem Lystrosaurus, der den Dicynodontia angehörte. Vermutlich ernährte er sich auch von Aas und war ein guter Läufer.

## Arten
- Inostrancevia alexandri Amalitski, 1922, Typusart
- Inostrancevia latifrons Pravoslavlev, 1927
- Inostrancevia uralensis Tatarinov, 1974
- Inostrancevia vladimiri Pravoslavlev, 1927

## Trivia
In der britischen Fernsehserie Primeval – Rückkehr der Urzeitmonster tritt mehrmals ein Inostrancevia auf.